# 461 (szám)
A 461 (római számmal: CDLXI) egy természetes szám, prímszám.

## A szám a matematikában
A tízes számrendszerbeli 461-es a kettes számrendszerben 111001101, a nyolcas számrendszerben 715, a tizenhatos számrendszerben 1CD alakban írható fel.
A 461 páratlan szám, prímszám. Pillai-prím. Normálalakban a 4,61 · 102 szorzattal írható fel.
A 461 négyzete 212 521, köbe 97 972 181, négyzetgyöke 21,47091, köbgyöke 7,72503, reciproka 0,0021692. A 461 egység sugarú kör kerülete 2896,54843 egység, területe 667 654,41233 területegység; a 461 egység sugarú gömb térfogata 410 384 912,1 térfogategység.
A 461 helyen az Euler-függvény helyettesítési értéke 460, a Möbius-függvényé −1.